# Hara Nobuki
Nobuki Hara (sinh ngày 6 tháng 9 năm 1979) là một cầu thủ bóng đá người Nhật Bản.

## Sự nghiệp câu lạc bộ
Nobuki Hara đã từng chơi cho Cerezo Osaka, Yokohama F. Marinos, Vissel Kobe và SC Tottori.